# Plavnica
Plavnica es un municipio del distrito de Stará Ľubovňa en la región de Prešov, Eslovaquia, con una población estimada a final del año 2024 de 1663 habitantes.
Se encuentra ubicado al noroeste de la región, cerca del río Poprad (cuenca hidrográfica del río Vístula) y de la frontera con  Polonia.

## Demografía
| Año        | 1994 | 2004    | 2014    | 2024    |
| ---------- | ---- | ------- | ------- | ------- |
| Población  | 1491 | 1544    | 1631    | 1663    |
| Diferencia |      | +3,55 % | +5,63 % | +1,96 % |

| Año        | 2023 | 2024    |
| ---------- | ---- | ------- |
| Población  | 1643 | 1663    |
| Diferencia |      | +1,21 % |